# Janówka
Janówka es un pueblo ubicado en la gmina Biała Podlaska, distrito de Biała Podlaska, voivodato de Lublin, Polonia.

## Superficie
Cuenta con una superficie de 5,620 kilómetros cuadrados.

## Demografía
Hasta 2011 la población era de 98 habitantes, con una densidad de población de 17,44 habitantes por kilómetro cuadrado. Estaba conformada por 47 hombres (48%) y 51 mujeres (52%), según el censo de la Oficina Central de Estadística.